# Копа Америка у фудбалу за жене 1998.
Копа Америка у фудбалу за жене 1998. (шп. Campeonato Sudamericano de Fútbol Femenino 1998, енгл. 1998 South American Women's Football Championship) је одржано у Мар дел Плати у Аргентини између 1. и 15. марта. То је била треће издање Копа Америка у фудбалу за жене и одредила представника Конмебола за Светско првенство у фудбалу за жене 1999. године.
Ово је био прво првенство Јужне Америке у женском фудбалу који је представио свих 10 женских репрезентација Конмебол конфедерације. Бразил је по трећи пут освојио турнир пошто је у финалу победио Аргентину са 7 : 1. Бразил се овиме директно квалификовао на Светско првенство у фудбалу за жене, а Аргентина се суочила са Мексиком у две утакмице плеј-офа за квалификације.
Аргентина је потврђена као домаћин у новембру 1997. године.

## Град и стадион
Једино место које се користило за одржавање турнира био је стадион Парке до Сабија, који се налази у Уберландији.
| Мар дел Плата              |
| -------------------------- |
| Стадион Хосе Марија Минеља |
| Капацитер: 35.354          |
|                            |

## Правила
Десет екипа је било подељено у две групе од по пет екипа. Прве две екипе у групама пласирале су се у полуфинале. Победница турнира се квалификовала за Светско првенство у фудбалу за жене 1999. у Сједињеним Државама.
За победу су додељена три бода, за реми један бод, а за пораз нула поена.
- У случају нерешеног резултата
  - Ако тимови заврше са изједначеним бројем поена, користе се следећа правила:

  1. већа гол разлика у свим групним утакмицама,
  2. већи број постигнутих голова у свим групним утакмицама,
  3. победник у директној утакмици између тимова у питању,
  4. извлачење жреба.

### Групна фаза
| Објашњење за боје у групној табели | Објашњење за боје у групној табели                    |
| ---------------------------------- | ----------------------------------------------------- |
|                                    | Победници група и другопласирани пролазе у полуфинале |

#### Група А
| Екипа     | Ута | Поб | Нер | Изг | ГД | ГП | ГР  | Бод |
| --------- | --- | --- | --- | --- | -- | -- | --- | --- |
| Бразил    | 4   | 4   | 0   | 0   | 48 | 1  | +47 | 12  |
| Перу      | 4   | 3   | 0   | 1   | 5  | 17 | –12 | 9   |
| Колумбија | 4   | 2   | 0   | 2   | 11 | 16 | –5  | 6   |
| Чиле      | 4   | 1   | 0   | 3   | 6  | 13 | –7  | 3   |
| Венецуела | 4   | 0   | 0   | 4   | 2  | 25 | –23 | 0   |

| Колумбија | 4 : 1 | Венецуела |
| --------- | ----- | --------- |
|           |       |           |

| Бразил | 15 : 0 | Перу |
| ------ | ------ | ---- |
|        |        |      |

| Чиле                                             | 5 : 0    | Венецуела |
| ------------------------------------------------ | -------- | --------- |
| Макарена Лацо 6’ 63’ · Лара Гонзалез 60’ 74’ 76’ | Извештај |           |

| Бразил | 12 : 1 | Колумбија |
| ------ | ------ | --------- |
|        |        |           |

| Чиле | 0 : 1    | Перу               |
| ---- | -------- | ------------------ |
|      | Извештај | Сузана Квинтана ?’ |

| Бразил | 14 : 0   | Венецуела |
| --- | -------- | --------- |
| Катја Силен Тексеира ?’, ?’, ?’, ?’ · Росели де Бело ?’, ?’, ?’ · Сузана да Силва ?’, ?’ · Елисандра Регина Кавалканти ?’ · Претиња ?’ · Елси ?’ · Елен Рего дос Сантос ?’ · Мајкон ?’ | Извештај |           |

| Венецуела           | 1 : 2    | Перу                            |
| ------------------- | -------- | ------------------------------- |
| Милагрос Инфанте ?’ | Извештај | Вивијан Арк ?’ · Росана Хојл ?’ |

| Чиле                        | 1 : 5    | Колумбија                                                    |
| --------------------------- | -------- | ------------------------------------------------------------ |
| Ксимена Албукерки ?’ (пен.) | Извештај | Сандра Валенсија ?’, ?’, ?’ · Луз Гриселес ?’ · Соња Чала ?’ |

| Колумбија            | 1 : 2    | Перу                                      |
| -------------------- | -------- | ----------------------------------------- |
| Сандра Валенсија 39’ | Извештај | Олиенка Салинас 80’ · Сузана Квинтана 83’ |

| Бразил | 7 : 0 | Чиле |
| ------ | ----- | ---- |
|        |       |      |

#### Група Б
| Екипа     | Ута | Поб | Нер | Изг | ГД | ГП | ГР  | Бод |
| --------- | --- | --- | --- | --- | -- | -- | --- | --- |
| Аргентина | 4   | 4   | 0   | 0   | 16 | 1  | +15 | 12  |
| Еквадор   | 4   | 2   | 1   | 1   | 10 | 6  | +4  | 7   |
| Парагвај  | 4   | 2   | 0   | 2   | 6  | 10 | –4  | 6   |
| Уругвај   | 4   | 0   | 2   | 2   | 6  | 8  | –2  | 2   |
| Боливија  | 4   | 0   | 1   | 3   | 5  | 18 | –13 | 1   |

| Парагвај                                       | 3 : 2    | Уругвај                         |
| ---------------------------------------------- | -------- | ------------------------------- |
| Миријам Хименез ?’ ?’ · Ирма Куевас ?’, ?’, ?’ | Извештај | Карла Аруа ?’ · Розана Сориа ?’ |

| Аргентина | 9 : 0    | Боливија |
| --- | -------- | -------- |
| Хулиа Ачавал 37’ · Марија Виљануева 38’ · Карина Моралес 45’, 71’ · Јанина Гајтан 52’, 68’ · Фернанда Трухиљо 57’ · Сандра Нуњез 76’ · Фабијана Очоторена 79’ | Извештај |          |

| Уругвај | 2 : 2 | Еквадор |
| ------- | ----- | ------- |
|         |       |         |

| Аргентина                                                | 3 : 0    | Парагвај |
| -------------------------------------------------------- | -------- | -------- |
| Марија Виљануева ?’ · Лилијана Бака ?’ · Сандра Нуњез ?’ | Извештај |          |

| Аргентина | 2 : 1 | Уругвај |
| --------- | ----- | ------- |
|           |       |         |

| Еквадор | 5 : 2 | Боливија |
| ------- | ----- | -------- |
|         |       |          |

| Еквадор | 3 : 0 | Парагвај |
| ------- | ----- | -------- |
|         |       |          |

| Уругвај | 1 : 1 | Боливија |
| ------- | ----- | -------- |
|         |       |          |

| Боливија | 2 : 3 | Парагвај           |
| -------- | ----- | ------------------ |
|          |       | Ирма Куевас ?’, ?’ |

| Аргентина                           | 2 : 0    | Еквадор |
| ----------------------------------- | -------- | ------- |
| Карина Моралес ?’ · Лилиана Бака ?’ | Извештај |         |

## Нокаут фаза

### Мрежа
|  | Полуфинале       | Полуфинале |             |       | Финале | Финале |
|  |                  |            |             |       |        |        |
|  | 13. март         |            |             |       |        |        |
|  |                  |            |             |       |        |        |
|  | Бразил           | 11         |             |       |        |        |
|  | Бразил           | 11         | 15. март    |       |        |        |
|  | Еквадор          | 1          |             |       |        |        |
|  | Еквадор          | 1          | Бразил      | 7     |        |        |
|  | 13. март         |            | Бразил      | 7     |        |        |
|  |                  | Аргентина  | 1           |       |        |        |
|  | Аргентина (пен.) | Аргентина  | 1           | 1 (4) |        |        |
|  | Аргентина (пен.) |            |             | 1 (4) |        |        |
|  | Перу             | 1 (3)      |             |       |        |        |
|  | Перу             | 1 (3)      | Треће место |       |        |        |
|  |                  |            |             |       |        |        |
|  | 15. март         |            |             |       |        |        |
|  |                  |            |             |       |        |        |
|  | Еквадор          | 3 (4)      |             |       |        |        |
|  | Еквадор          | 3 (4)      |             |       |        |        |
|  | Перу (пен.)      | 3 (5)      |             |       |        |        |

### Полуфинале
| Бразил | 11 : 1 | Еквадор |
| ------ | ------ | ------- |
|        |        |         |

| Аргентина                                                          | 1 : 1 (п. с. н.) | Перу                                         |
| ------------------------------------------------------------------ | ---------------- | -------------------------------------------- |
| Марија Виљануева 1П’                                               |                  | Олиенка Салинас 2П’                          |
| Пенали                                                             |                  |                                              |
| - Марија Виљануева - Малвина Пералта - Марта Саломон - Андреја Арк | 4 : 3            | - Олиенка Салинас - Евелин Виљакрез - Анхуло |

### Утакмица за треће место
| Перу                      | 3 : 3 (п. с. н.) | Еквадор |
| ------------------------- | ---------------- | ------- |
| Олиенка Салинас (3. гола) |                  |         |
| Пенали                    |                  |         |
|                           | 5 : 4            |         |

### Финале
| Бразил                                                                                         | 7 : 1    | Аргентина        |
| ---------------------------------------------------------------------------------------------- | -------- | ---------------- |
| Росели де Бело 10’, 21’ (пен.), 59’ · Формига 18’ (пен.) · Претиња 54’ · Сидиња 65’ · Сиси 76’ | Извештај | Мариса Херез 58’ |

 Бразил је освојио турнир и квалификовао се за Светско првенство у фудбалу за жене 1999.  Аргентина се пласирала у интерконтинентални плеј-оф Конмебол/Конкакаф.

## Статистика

### Голгетерке
16. голова
- Росели де Бело

5. голова
- Олиенка Салинас[5]

4. гола
- Катја
- Сандра Валенсија
- Ирма Куевас[6]